# Partidos políticos en El Salvador
Los Partidos Políticos en El Salvador son todas aquellas instituciones políticas de la República de El Salvador que promueven la participación ciudadana y contribuyen a la integración del gobierno de ese país a través de la democracia ejercida en las distintas elecciones; para lo cual presentan candidaturas a ocupar los diferentes cargos políticos, y movilizan el apoyo electoral.

## Legislación
El Sistema Electoral es el conjunto de reglas y procedimientos entrelazados y legalmente establecidos para que los ciudadanos expresen su voluntad política a través del sufragio para la elección de sus gobernantes, convirtiéndose en una expresión de la democracia.
Según el artículo 76 de la Constitución el cuerpo electoral está formado por todos los ciudadanos capaces de emitir voto, para que esto pueda ser posible es necesario contar con una serie de leyes que normen lo referente al Sistema Electoral y los Procesos Electorales desde los deberes y derechos políticos del ciudadano, la emisión del sufragio, la propaganda electoral, voto residencial, voto de salvadoreños en el exterior, concejos municipales plurales, sistema de votación, regulación de los organismos electorales.

### Constitución Política
En la Constitución de El Salvador existen tres ámbitos dentro de los cuales se hace referencia a los partidos políticos: La primera referencia se encuentra en el título dedicado a los Derechos y Garantías Fundamentales de La Persona y en especial, dentro del capítulo I, que contiene los Derechos y Deberes del Ciudadano, y la definición del cuerpo electoral. Una segunda referencia a los partidos políticos se encuentra en el título III, en el que se define al Estado, así como a su forma y sistema de gobierno, y se reconoce el rol principal de tales entidades en el sistema político.
Finalmente, la tercera referencia sustantiva a los partidos políticos se encuentra en el título VI, referente a los órganos de gobierno, sus atribuciones y competencias, y dentro de ese título, las referencias se encuentran en el capítulo VII, que regula la existencia y funcionamiento del Tribunal Supremo Electoral, para cuya integración y funcionamiento los partidos políticos poseen un papel determinante.

### Código Electoral
En relación con la normativa electoral (Código Electoral), los partidos políticos se encuentran en la totalidad del título VII (artículos 150-195), dedicado de manera exclusiva a los partidos políticos. En ocasiones se regula: su constitución (artículos 150-157) su inscripción (artículos 158-167), su régimen interna (artículos T68-174), las y fusiones (artículos 175-181), su cancelación (artículos 182-186), y su régimen de financiamiento estatal (artículos 187:195) La legislación conocida se refiere a los partidos políticos de manera autónoma, sin vincularlos directamente con ningún propósito especial.

### Ley de Partidos Políticos
La Ley de Partidos Políticos, fue decretada por la Asamblea Legislativa de la República de El Salvador en febrero de 2013, y establece que la elección de las autoridades partidarias y candidatos a cargos de elección popular a ser postulados por el partido político en las elecciones convocadas por el Tribunal Supremo Electoral, así como las decisiones de gobierno del partido, deben regirse por las normas de democracia interna establecidas en el estatuto partidario (Art. 37).
Los artículos 37 y 88 de la Ley de Partidos Políticos respaldan la exigencia de que las mujeres tengan una cuota mínima en las planillas para las elecciones de diputados a la Asamblea Legislativa, al Parlamento Centroamericano y a los Concejos Municipales. Estableciendo que los partidos políticos deberán integrar sus planillas para elección de Diputados a la Asamblea Legislativa, Parlamento Centroamericano, y miembros de los Concejos Municipales, al menos con un treinta por ciento de participación de la mujer. Lo cual será una medida positiva de carácter temporal, que tendrá vigencia para las próximas cinco elecciones de Diputados y Diputadas a la Asamblea Legislativa, y cuatro elecciones del Parlamento Centroamericano, a partir de la vigencia de esta Ley (Art. 88.- TRANSITORIO).

#### Naturaleza Jurídica
La Ley de Partidos Políticos establece que los estas instituciones cuentan con personalidad jurídica y patrimonio propio, y tienen como finalidad promover la participación del pueblo en la vida democrática, contribuir a la integración de los órganos de representación política y, como organización de ciudadanos, hacer posible el acceso de éstos al ejercicio del poder público.
En El Salvador, la afiliación a un partido es de manera libre e individual; queda prohibida la intervención de organizaciones civiles, sociales o gremiales, nacionales o extranjeras, así como las organizaciones con objeto social diferente a la creación de partidos, y cualquier otro tipo de afiliación corporativa.

#### Requisitos para la creación de un partido político
Los ciudadanos pueden asociarse para constituir nuevos partidos políticos o ingresar a los ya constituidos (art. 150, Código Electoral). Para constituir un partido político se requiere la voluntad de por lo menos 100 ciudadanos con capacidad para ejercer el sufragio, domiciliados y con residencia en el país. El acta de constitución debe protocolizarse ante Notario o consignarse en escritura pública con la comparecencia de los ciudadanos que la suscriben (art. 151, Código Electoral).

## Partidos políticos vigentes por el Tribunal Supremo Electoral
Los partidos políticos que actualmente son reconocidos por el Tribunal Supremo Electoral de El Salvador y que no han perdido su estatuto legal jurídico debido a un proceso de cancelación por medio de lo estipulado en la Ley de Partidos Políticos (LPP) o que en su defecto lo han recuperado son:
| Nombre | Nombre                                             | Año de fundación | Siglas | Ideología       | Posición Ideológica                                                                                   | Presidente(a) y/ó Secretario(a) General | Diputados | Diputados PARLACEN | Alcaldes |
| ------ | -------------------------------------------------- | ---------------- | ------ | --------------- | --- | --------------------------------------- | --------- | ------------------ | -------- |
|        | Nuevas Ideas                                       | 2018             | NI     | Atrapalotodo    | Centrismo, Reformismo, Liberalismo social, Conservadurismo social, Populismo, Militarismo, Bukelismo. | Xavi Zablah Bukele                      | 54/60     | 13/20              | 28/44    |
|        | Alianza Republicana Nacionalista                   | 1981             | ARENA  | Derecha         | Republicanismo, Nacionalismo, Conservadurismo social, Populismo de derecha, Liberalismo económico.    | Carlos Saade                            | 2/60      | 2/20               | 1/44     |
|        | Gran Alianza por la Unidad Nacional                | 2010             | GANA   | Derecha         | Conservadurismo, Populismo, Nacionalismo, Bukelismo.                                                  | Nelson Guardado                         | 0/60      | 1/20               | 6/44     |
|        | Frente Farabundo Martí para la Liberación Nacional | 1980             | FMLN   | Izquierda       | Socialismo, Progresismo, Sindicalismo, Populismo de izquierda, Chavismo.                              | Óscar Ortiz                             | 0/60      | 2/20               | 0/44     |
|        | Partido de Concertación Nacional                   | 1961             | PCN    | Centroderecha   | Conservadurismo, Liberalismo, Democracia cristiana.                                                   | Manuel Rodríguez                        | 1/60      | 1/20               | 4/44     |
|        | Partido Demócrata Cristiano                        | 1960             | PDC    | Centroderecha   | Democracia cristiana, Humanismo cristiano, Conservadurismo.                                           | Reynaldo Carballo                       | 2/60      | 1/20               | 4/44     |
|        | Vamos                                              | 2017             | VAMOS  | Centroderecha   | Socialcristiano, Feminismo, Conservadurismo, Liberalismo, Ambientalismo, Anticorrupción, Centrismo.   | Cesia Rivas de López                    | 1/60      | 0/20               | 0/44     |
|        | Nuestro Tiempo                                     | 2019             | NT     | Centroizquierda | Centrismo, Liberalismo, Progresismo, Reformismo, Feminismo, Socialdemócrata, Anticorrupción.          | Andy Failer                             | 0/60      | 0/20               | 0/44     |
|        | Partido Independiente Salvadoreño                  | 2022             | PAIS   | Centro          | Reformismo, Sindicalismo, Centrismo, Liberalismo económico.                                           | En disputa                              | 0/60      | 0/20               | 0/44     |
|        | Cambio Democrático                                 | 2007             | CD     | Centroizquierda | Populismo, Socialdemócrata, Progresismo.                                                              | Vacante                                 | 0/60      | 0/20               | 0/44     |
|        | Democracia Salvadoreña                             | 2013             | DS     | Centroderecha   | Progresismo, Humanismo, Centrismo.                                                                    | Ezequiel Mendoza Ferman                 | 0/60      | 0/20               | 0/44     |
|        | Fraternidad Patriota Salvadoreña                   | 1985             | FPS    | Derecha         | Conservadurismo, Reformismo, Militarismo.                                                             | Oscar Lemus                             | 0/60      | 0/20               | 0/44     |
|        | Fuerza Solidaria                                   | 2022             | FS     | Derecha         | Conservadurismo, Atrapalotodo, Reformismo, Bukelismo.                                                 | Rigoberto Soto                          | 0/60      | 0/20               | 1/44     |